# 池原年昭
池原 年昭(いけはら としあき、1944年8月19日 - ）は、日本の経営者。飛島建設社長を務めた。大阪府出身。

## 経歴
1967年に京都大学工学部を卒業し、同年に飛島建設に入社。2005年6月に社長に就任。2008年10月に特別顧問に就任。